# Anauni

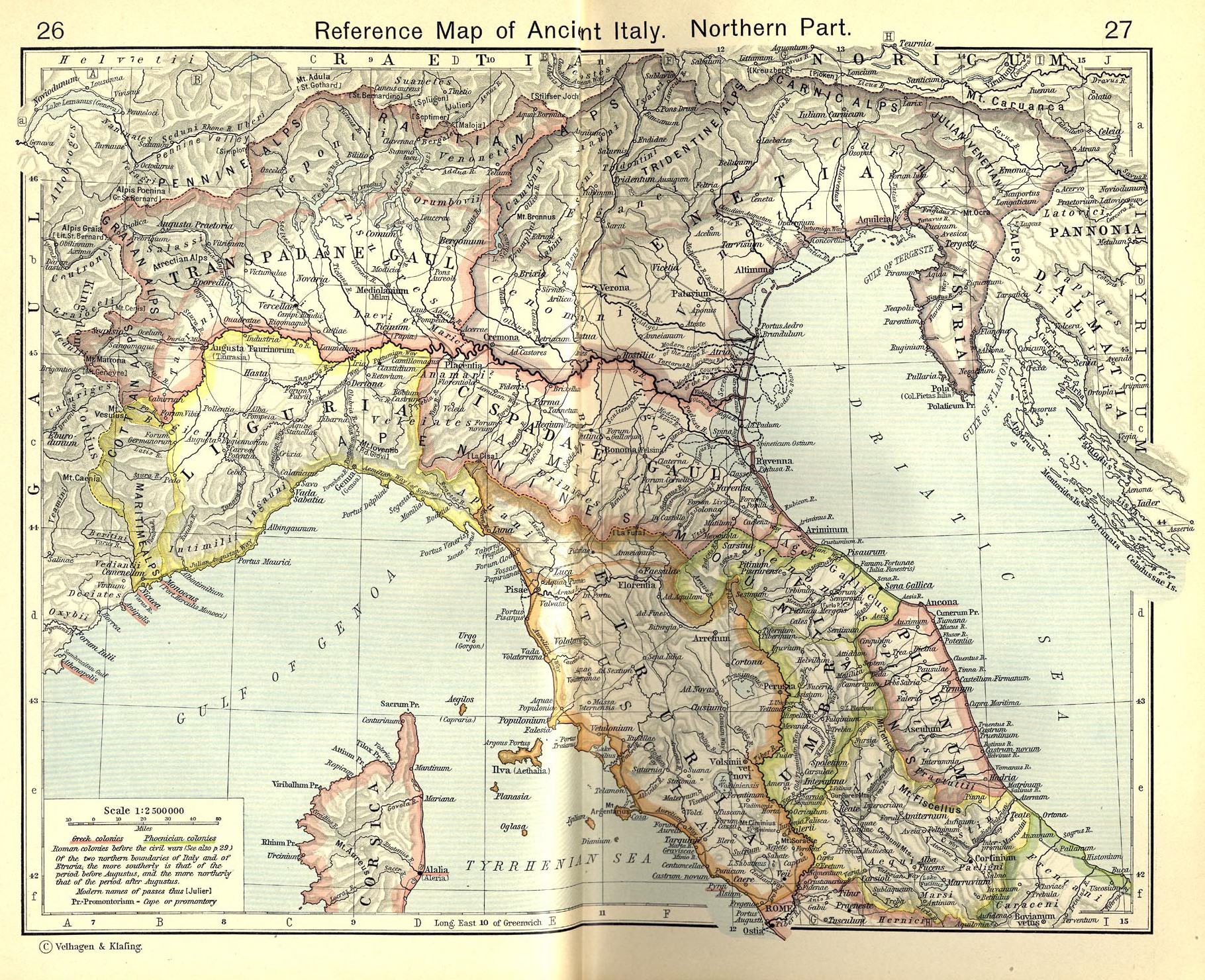
L'Italia centro-settentrionale secondo lHistorical Atlas con gli Anauni nella sezione nord-orientale della Venetia

Gli Anauni erano un antico popolo alpino abitante l'attuale Val di Non in Trentino.
Gli Anauni vennero verosimilmente assoggettati a Roma nel I secolo a.C., forse anche prima delle campagne di conquista di Augusto di Rezia e arco alpino, condotte dai suoi generali Druso maggiore e Tiberio (il futuro imperatore) contro i popoli alpini tra il 16 e il 15 a.C. Il loro nome non è ricordato nel Trofeo delle Alpi (Tropaeum Alpium), monumento romano eretto nel 7-6 a.C. per celebrare la sottomissione delle popolazioni alpine e situato presso la città francese di La Turbie. Nel Trofeo sono citati i Genauni e per qualche tempo si è ritenuto che i due nomi indicassero la stessa popolazione.
Essi vennero aggregati (adtributi) da Augusto al municipium di Tridentum.
Nel 46 d.C. l'imperatore Claudio concesse agli Anauni, ai Sinduni ed ai Tulliassi (popolazioni stanziate probabilmente intorno ai bacini del Noce e dell'Adige) la cittadinanza romana, venendo iscritti nella tribù di Trento, la Papiria.

## LaTabula Clesiana
La Tabula Clesiana è una lastra di bronzo, delle dimensioni di cm. 49,9 x 37,8 x 0,61, scoperta nel 1869 presso la località Campi Neri di Cles. Essa contiene l'editto di Claudio del 46 d.C. che concedeva la cittadinanza romana agli Anauni, ai Sinduni ed ai Tulliassi e trattava della controversia fra i Comensi o Comaschi (Comenses) ed i Bergalei (Bergalei). Oggi è conservata presso il Museo del Castello del Buonconsiglio a Trento.